# 佛朗基
佛朗基（フランキー）是日本漫畫家尾田榮一郎所創作的少年漫畫《航海王》中的虛構角色，是該作品的中的一位主要角色，是主角魯夫的第7位夥伴，草帽海賊團船匠，原佛朗基家族族長。是一名改造人，全身上下充滿各種機械裝置和武器。佛朗基本來是想製造出夢想之船，但千陽號完成後，只想看到自己製造的船能到達世界盡頭。

## 設計
- 作者尾田榮一郎表示，佛朗基是從他小時候最喜歡看的「人造人009」和「假面騎士」（石森章太郎的作品）當中所得到的靈感。
- 「Franky」這名字可能參考自「科學怪人」的創造者「Frankenstein」博士，也有可能參考自「佛朗機砲」的火砲。
- 「Franky」日文發音的後半部份和打噴嚏時的發聲一樣。
- 由於初登場造型酷似金凱瑞於电影王牌威龍的造型，故該造型亦被認為是佛朗基初登場造型的形象來源之一。

## 人物
佛朗基是草帽海賊團的第8位夥伴。特徵是藍色的飛機頭和太陽眼鏡，穿著海灘裝和一件三角泳褲，以及鐵製的鼻子和獨特形狀的下巴。初登場時則戴著鐵面具和斗蓬（水之七島祭典的打扮服裝）。說話帶點老外腔調，原為水之七島的解體商兼賞金獵人集團「佛朗基家族」一家之主，同時也是傳說中的船匠湯姆的其中一個徒弟。
他是一名改造人，全身上下都藏著威力強大的武器，可以用身體抵擋各種攻擊，弱點是沒有改造的背部，被稱作水之七島的黑社會老大。然而事實上，是將無家可歸或是地痞流氓集中收留在自己身邊，不再讓他們繼續鬧事，並將教導拆船技術，以販賣零件材料維生，並且將可能危害水之七島的海賊一一擊敗並換取懸賞獎金，與艾斯巴古兩人一明一暗守護著水之七島。曾因搶奪草帽海賊團的2億貝里和打傷騙人布而跟草帽海賊團處於敵對狀態，後來在司法之島事件後，加入草帽海賊團，為千陽號的建造者。
雖然性格輕浮但熱血重情義，容易因受到感動而大哭，甚至拿出烏克麗麗來彈奏，被妮可·羅賓稱為很有趣的男人。佛朗基總是穿著一條泳褲而被當成變態，連修船的工具也藏在如同百寶袋的泳褲裡，喜歡跳自創的「變態之舞」，可是他非但不在意，而且還對此引以為傲，曾經把「編隊」聽成「變態」（日文發音相同）。口頭禪有「嗯……超級－！」（ん～スーパー!）、「這個星期的我很……」（今週のおれ～）、「啊嗚」（アウ）。但普通時候也有身為年長者的常識，從客觀的觀點冷靜說話，最愛的東西就是可樂，佛朗基的身體或者船的動力來源都以可樂來代替。
佛朗基擁有高超的建造技術（例如改造娜美的威霸、恐怖三桅帆船篇30秒搭建橋樑以及夏波帝諸島篇為迪巴魯的坐騎加裝推進設備），騙人布有時也會幫他製作一些應急設備。每當佛朗基開發或創造新武器，甚至是對自己身體進行改造的時候，都會習慣在自己的作品上標上「BF」與數字，代表該項設施是他創造的第幾項作品，而騙人布和喬巴就是他最死忠的粉絲，對於他的新發明總是投以崇拜眼光。經過機關島巴爾的摩的研究改造之後，為了方便執行船隻的維護改造工作，還特地在自己的大型機械手掌內，加裝更小型的機械手臂。另外，他非常忌諱被敵人吐嘈他的攻擊招式，即便是因為自己攻擊落空或是慢半拍而被吐槽，也會另他當場惱羞成怒。
喜歡用化名稱呼熟人，例如對蒙其·D·魯夫稱「草帽」、羅羅亞·索隆稱「肚兜」、賓什莫克·香吉士稱「捲眉」、騙人布稱「長鼻子」、娜美稱「大姐頭、小姑娘」、喬巴稱「鹿猩猩」、布魯克「骷髏」，而對妮可·羅賓則直稱「妮可·羅賓」，但在第二部中佛朗基已經改口直稱夥伴的名字，尾田亦曾提到草帽海賊團如果是個大家族，佛朗基就是家中的父親（小混混）。佛朗基在羅賓印象中的花種代表為銀蓮花（秋牡丹）。佛朗基一天的睡眠時間為凌晨1點到早上9點。

## 能力
身為改造人的佛朗基，除了身體藏著各種兵器外，改造後的鋼鐵肉體不怕任何子彈和大砲，但還是會有點痛楚，而且也會流血。
佛朗基的右手臂與右手中間以鎖鏈相連，可伸長與收回。左手是可以射出子彈和砲彈的機槍，手臂可以張開成為盾牌。掌底的孔洞可以發射空氣砲。嘴可以噴火和鐵釘、鬢角可以當作迴力鏢、腿部可以分離成四條，宛如人馬。腹部是個小冰箱，因此為冷性體質，通常是用於裝冰可樂，若裝的是其他飲料會呈現不同效果，連性情都會轉變；當可樂用完時，飛機頭會下垂。
第二部時，將許多新銳技術搭載到自己身上，使得能力大幅提升，名副其實地變成「鐵人」。身上的兵器變得更多，頭部改造成按鼻子能由光頭變成其他髮型，嘴巴能吐出大火球。肩膀改造成巨大鐵球造型裡面藏有火箭炮，鎖骨則有大砲。手部改造成變大，能夠講將手掌連著鐵鍊發射，手掌內部可伸出細的機械手作精密工作，前臂的大鐵箱藏有工具，手指頭有手槍功能，雙手環繞能發射激光。乳頭改造成探照燈。雙腿折疊起來能變坦克車移動。
佛朗基將軍源自素未謀面的Dr.貝卡帕庫的夢想，將戰士船塢的黑犀FR-U4號、腕龍坦克5號透過導入形狀記憶合金「瓦波金屬」合體成巨大機器人。武器是一把武士刀。盾牌能當迴力鏢用。

## 劇中表現
在南海出生的佛朗基原名卡迪·佛拉姆（Cutty Flamme），「佛朗基」則是艾斯巴古取的綽號。他被父母以管教因難之故丟棄在水之七島，船匠湯姆看上他小小年紀就擁有用垃圾製造大砲的天份，將他收養並在其手底下工作，佛朗基12歲時，造船功力就足以和水都的船匠匹敵。佛朗基時常為了戰勝海王類而製造戰艦，最後都以失敗收場。
某天湯姆因曾替「海賊王」哥爾·D·羅傑製造海賊船「奧羅·傑克森號」一事而被判死刑，他以建造「海上火車」做為交換條件而給予緩刑，在海上火車完工後，首次通車讓當初的法官和居民相當滿意，但佛朗基所作的戰艦「Battle Franky」系列被當時的CP5長官斯帕達姆利用、讓湯姆吃上了襲擊司法船的罪名，佛朗基為阻擋帶走湯姆的海上列車被撞飛。重傷的佛朗基利用廢棄鋼鐵作為材料改造己身，以「佛朗基」這名稱繼續居住在島上。因為自己製造的佛朗基戰鬥號傷害了恩師，致使心中留下無法抹滅的陰影，而製造戰艦的興趣也一度畫下休止符，佛朗基36號（他自己）也是最後的作品。之後他在後街收留了許多差點餓死的流浪漢，開設了以拆船為職業的「佛朗基家族」。

### 第一部
草帽海賊團在水之七島因為「海賊綁架事件」與佛朗基家族擦出仇恨火花，更因此讓佛朗基和魯夫在卡雷拉公司大打出手，後因卡雷拉公司的工頭們介入才罷休。然而，家族被魯夫摧毀的佛朗基仍氣憤難平，本想利用落單的騙人布當人質引誘草帽海賊團出面復仇，與騙人布見面後得知他離團的事，又告知他有關「船之妖精」的事。之後、從艾斯巴古處得知佛朗基真實身份的CP9將他與騙人布一起捉拿至海上列車送往司法島。
他和騙人布被趁機搭上了海上列車的賓什莫克·香吉士成功救出來，在得知妮可·羅賓為了救同伴而被囚禁一事之後大受感動，決定協助草帽海賊團奪回羅賓，甚至不惜在CP9面前燒掉古代兵器設計圖。他在司法島上與魯夫等人並肩作戰，獨自擊敗CP9的梟，也阻止失控的喬巴，更在魯夫負責斷後的情況下前往來到猶豫之橋救回羅賓。在「司法島事件」後，佛朗基把從草帽海賊團那裡搶來的2億貝里當作造船費，用先前買到的「寶樹亞當」的一部份建造了新船「千陽號」。隨後，佛朗基以船匠身份正式加入草帽海賊團。
在夏波帝諸島被「暴君」巴索羅繆·大熊以果實能力彈飛後，掉落到偉大航道冬島「機關島」上的未來國巴爾的摩，被一對祖孫發現並被送去醫療，醫生們在發現他是改造人且能量來源為可樂後，因島上沒有可樂所以幫他裝了大吉嶺紅茶，外貌與行為舉止也大幅度改變，如同紳士一般。之後在一群改造動物追趕下、意外停留在貝卡帕庫博士以前的住處。得知魯夫的消息後，佛朗基試著在貝卡帕庫博士的研究所找出破冰船以便逃出機關島，過程中發現了貝卡帕庫博士遺留的兵器類發明文獻，便留在當地精進自己的技術。

### 第二部
兩年後的佛朗基將頭髮剃成和尚頭（按住鼻子3秒可隨意變換髮型），同時從他的頸部兩側延伸至腹部多了兩條疤痕。由於經過肉體改造，雙手變成大型的機械手臂，雙肩的鐵球標上星星與「BF-37」的字樣，就連他的雙腿也加裝了金屬支架（還可以伸出履帶行走）。扣掉第一個抵達的索隆，佛朗基比其他夥伴早10天來到夏波帝諸島，之後並直奔千陽號並見到兩年間一直保護千陽號的「暴君」巴索羅繆·大熊，當他和剛抵達千陽號的妮可·羅賓碰面，被羅賓當面吐槽「好像不能把你當人類看待了」，但佛朗基似乎把這句話當作誇讚他是「變態」的意思而高興不已，之後他對回到千陽號上的騙人布和多尼多尼·喬巴小小展示了自己身上的新發明，說話時語尾也加上了「邁卡」（音同日文「機械」）。草帽海賊團全員集合於千陽號後跟著夥伴們一同下潛「魚人島」。
魚人島篇尾隨在後的「濕髮」格列佛企圖在海上對草帽一伙發動奇襲，卻因為「海牛」哞逃走的緣故而一個人被拋棄在千陽號上，佛朗基抓住格列佛並企圖將他扔下海，但因為格列佛的求饒，讓騙人布認出格列佛的謊言。佛朗基雖將格列佛扔回甲板，卻對他要用散彈槍攻擊草帽海賊團的行徑感到不齒。當襲擊千陽號的魷魚被魯夫、索隆、香吉士擊敗後，由於向下海流的流速過快，導致3人和千陽號失散，佛朗基正準備離開千陽號尋找他們時，卻發現格列佛借由果實能力解開綑綁躲到木桶內，遂釘住他躲藏的木桶不讓他逃跑。抵達魚人島後，由於島上巨大泡膜內的激烈海流，佛朗基和夥伴再度分散，動畫版中他帶著溺水的羅賓與娜美會合，事後決定尋找師傅湯姆的家人。在海之森林與湯姆的弟弟丹見面，委託他替千陽號重新上鍍膜，並看見正在等候魯夫的吉貝爾，之後和草帽海賊團前往魚協和廣場營救被俘虜的龍宮王國等人與吉貝爾，並擊敗新魚人海賊團幹部之一的伊卡洛斯·穆希。
抵達龐克哈薩特後，娜美、香吉士、喬巴、佛朗基不慎吸入不明氣體陷入昏迷，被戴著面具的人士關在一棟牢房裡。清醒後一行人順勢帶著一顆會說話的武士頭離開牢房，卻在逃亡途中闖進一群巨大小孩的房間裡。佛朗基和其他夥伴接受娜美的委託，幫忙救出這群小孩，結果一行人逃出建築物的同時遇上了為了捉拿魯夫而來到此處的斯摩格、達絲琪以及升遷為新任王下七武海的托拉法爾加·D·瓦特爾·羅，被羅運用「手術果實」能力和夥伴身心對調，心臟轉移到喬巴的身體，身體則被換成娜美的心臟。其後為了拯救待在他的身體裡、被雪山兄弟擄走的娜美，佛朗基特地從喬巴的手中取得藍波球，卻因為過於心急吞下變成怪物型態，失去自我意識對魯夫發動攻擊，在眾人險遭冰山頂砸中之際，佛朗基反過來抓住冰山並砸向雪山兄弟之一的洛克，後來被魯夫以武裝色霸氣強化的「象槍」擊昏而變回原狀。羅與魯夫再度會合，並解除眾人的身心對調，之後一行人按羅了計畫準備拯救餅乾房的孩子們並誘捕凱薩·克勞恩，然而趁著凱薩與喬巴前往研究所時，和魯夫、羅賓亂入研究所前門並與凱薩對峙，一開始魯夫以「武裝色霸氣」讓凱薩區居劣勢，凱薩卻在即將被抓住之際抽乾了四周的氧氣，使魯夫、佛朗基、羅賓等失去意識，遭到PH部隊綑綁囚禁，後因為羅的能力成功脫困，由於不放心千陽號而先行離開。魯夫擊敗凱薩後，佛朗基立刻遇上唐吉訶德·多佛朗明哥派來的刺客水牛和BABY5並與之交戰，未幾便交給隨後而至的娜美和騙人布幫忙收拾對方，因而成功地完成擒獲凱薩的計畫。
草帽海賊團、錦衛門和桃之助和羅為了破壞多佛朗明哥設置在多雷斯羅薩的「SMILE」工廠和拯救受困的對象，起程前往多雷斯羅薩的隔天，一行人從報紙閱讀到尤斯塔斯·基德、巴吉魯·霍金斯、刮盤人·亞普結盟的消息，以及多佛朗明哥正式辭去七武海和多雷斯羅薩國王職位的報導，然而佛朗基卻對於多佛朗明哥如預期之中展開行動而產生質疑。抵達多雷斯羅薩後，魯夫、索隆、香吉士、佛朗基、錦衛門組成調查小組，意外地在當地餐館邂逅遭惡棍敲詐的盲劍客（新任海軍上將「藤虎」）並為其解圍，透過惡棍的轉告，得知多佛朗明哥將「火拳」波特卡斯·D·艾斯身故後重生的「ONE PIECE用語列表#惡魔果實#火焰果實」當成鬥技場的冠軍獎品，陪同魯夫前往鬥技場展開調查，卻在觀賽的期間發表激烈言論，惹來其他觀眾的側目，被在旁的單腳士兵連忙帶離現場。經由單腳士兵的引導，佛朗基抵達位於向日葵花田地底、由頓達塔族所組成反抗多佛朗明哥政權的「利克王軍」組織的本部，和索隆再度會合，並意外地發現騙人布對頓達塔族誆稱草帽海賊團為「傳說中的英雄」的事情，但還是選擇和利克王軍共同行動，突襲位於多雷斯羅薩地底的「SMILE」工廠，卻遇見在工廠門口擔任守衛的馬赫拜茲和粉紅·先生，經過一番激烈對決，仍不敵對方的攻勢，遭其重創倒地。後來與粉紅·先生展開第2次戰鬥，兩人為了男人間的「硬派作風」，而讓雙方正面各接了30多招攻擊，誰先倒下誰就落敗。最後以「佛朗基金屬BOXING」將其擊敗，但仍因為傷勢過重而倒地。多雷斯羅薩事件落幕後，佛朗基的懸賞金額增為9,400萬貝里，但對於自己的懸賞令照片被變更為佛朗基將軍以及騙人布的懸賞金額增加幅度遠超過他而感到驚訝與不滿。
偕同夥伴抵達佐烏後，透過娜美、喬巴、布魯克、純毛族居民的闡述，獲知「摩科莫公國」被四皇海道的手下「旱禍」JACK率眾毀滅、光月一族和四皇「百獸」海道的糾葛、香吉士為保護夥伴和了結家族恩怨而親赴「BIG MOM」和賓什莫克家族為香吉士安排的聯姻茶會。為了幫助夥伴們對抗海道，於眾人分隊行動時選擇留在佐烏研究開發對抗海道的設備。
和索隆、騙人布、羅賓、佛朗基偕同托拉法爾加·羅與錦衛門等人前往和之國。按錦衛門的要求偽裝成木工「佛朗之介」去換取鬼之島的房屋設計圖。後跟隨同盟潛入鬼島並參加「鬼島戰役」，在戰役中擊敗百獸海賊團的幹部「飛六胞」佐佐木。

## 備註
1. ↑  佛朗基的原名。
2. ↑  他還跟布魯克一起演奏過。
3. ↑  在初連載時魯夫曾提到"要找10個人當夥伴"，但是並不包含自己在內，若把羅賓想成是第7人可能是受到動畫第130話標題的誤導，原作439話標題"第3人與第7人"中的"第7人"指的是佛朗基而非羅賓
4. ↑  BF為Battle Franky的縮寫